# Colonia Morelos, Tepexi de Rodríguez
Colonia Morelos är en ort i Mexiko.   Den ligger i kommunen Tepexi de Rodríguez och delstaten Puebla, i den sydöstra delen av landet, 160 km sydost om huvudstaden Mexico City. Colonia Morelos ligger 1 700 meter över havet och antalet invånare är 687.
Terrängen runt Colonia Morelos är kuperad norrut, men söderut är den platt. Runt Colonia Morelos är det ganska glesbefolkat, med 47 invånare per kvadratkilometer. Närmaste större samhälle är Tepexi de Rodríguez, 1,9 km sydväst om Colonia Morelos. Omgivningarna runt Colonia Morelos är en mosaik av jordbruksmark och naturlig växtlighet.